# Dialecte saxon de Transylvanie
Le dialecte saxon de Transylvanie (saxon : Siweberjesch-Såksesch or Såksesch, allemand : Siebenbürgisch-Sächsisch ou Siebenbürgisch-Sächsische Sprache, roumain : Limba săsească ou Dialectul săsesc, hongrois : Erdélyi szász nyelv) est un dialecte allemand parlé par les Saxons de Transylvanie.
En termes de linguistique comparative il s'apparente au dialecte francique mosellan au sein du groupe dialectique du moyen-allemand occidental. Il est nécessaire de constater qu'il partage un nombre important de similarités lexicales avec le luxembourgeois.
Le dialecte est principalement parlé en Transylvanie par des individus d'origine allemande, flamande ou wallonne qui s'étaient installés dans le Royaume de Hongrie au début du XIIe siècle.
Aujourd'hui, la vaste majorité des locuteurs natifs ont émigré durant plusieurs vagues d'émigration parfois forcées vers l'Allemagne ou l'Autriche, puis, par la suite vers divers autres pays en Europe de l'Ouest ou encore aux États-Unis ou au Canada.
Pendant la période communiste en Roumanie, près de 230 000 Saxons furent vendus par la république socialiste de Roumanie à l'Allemagne de l'Ouest pour une somme allant de 2000 à 10000 deutschemarks par personne,.
On estime aujourd'hui qu'il y a 200 000 locuteurs natifs du dialecte saxon de Transylvanie à travers le monde, dont près de 16 000 en Roumanie selon le dernier recensement de 2011. Le président actuel de la Roumanie, Klaus Iohannis est un Saxon de Transylvanie, locuteur natif du dialecte saxon de Transylvanie.   